# 개사탕수수속
사탕수수(砂糖蜀黍)는 벼과 개사탕수수속의 외떡잎식물이다. 키가 큰 여러해살이 식물로 아시아의 열대지역이 원산지이다. 체내에 당분이 많이 함유되어 있어 설탕을 만드는 재료로 쓰인다. 재배종은 자생하는 여러 종을 교잡하여 만든 것이다.

## 하위 종
- 개사탕수수(S. spontaneum)
- 사탕수수(S. officinarum)
- 큰개사탕수수(S. arundinaceum)
- S. bengalense
- S. edule
- S. procerum
- S. ravennae
- S. robustum
- S. sinense

## 사진

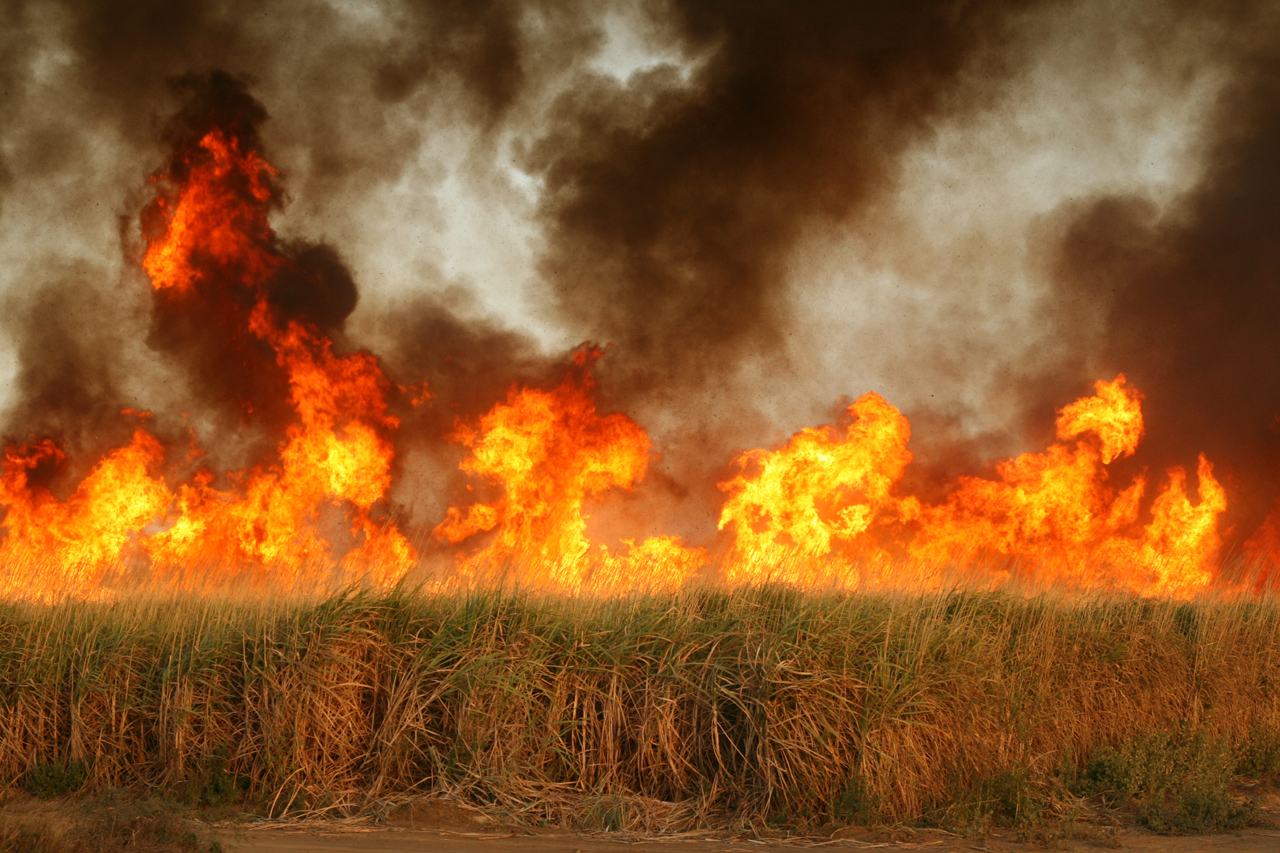
불타는 사탕수수